# Konstantínos Katsafádos
Konstantínos Katsafádos (en grec Κωνσταντίνος Κατσαφάδος), né en 1979 au Pirée en Grèce, est un homme politique grec.

## Biographie
Aux élections législatives grecques de janvier 2015, il est élu député au Parlement grec sur la liste de la Nouvelle Démocratie dans la première circonscription du Pirée.